# Julius Feldmeier
Julius Feldmeier (* 1987 in Rostock) ist ein deutscher Schauspieler.

## Leben
Feldmeier wuchs in Berlin auf, wo er auch heute wohnt.
Von 2008 bis 2012 studierte er Schauspiel an der Hochschule für Musik und Theater Hamburg. Noch während seines Studiums übernahm er erste Theaterrollen am Hamburger Thalia-Theater, so die Rolle des Macduff in der Macbeth-Inszenierung von Luk Perceval. Von 2012 bis 2014 war er am Schauspielhaus Graz engagiert.
Nach Nebenrollen, etwa in dem Kurzfilm Zeitfenster von Jimmy Grassiant (2011) übernahm Feldmeier die Hauptrolle im Spielfilm Tore tanzt über einen Hamburger Jesus Freak. Der Film der Regisseurin Katrin Gebbe erhielt eine Einladung in die Sektion Un Certain Regard bei den 66. Filmfestspielen von Cannes. Es folgten weitere Rollen in Filmen und Fernsehreihen.
Im Februar 2021 outete sich Feldmeier im Rahmen der Initiative #actout im SZ-Magazin zusammen mit 184 anderen lesbischen, schwulen, bisexuellen, queeren, nicht-binären und trans* Schauspielern als queer.
Feldmeier ist ein Neffe der Schauspielerin Rita Feldmeier.

## Filmografie (Auswahl)
- 2012: Tatort: Die Ballade von Cenk und Valerie (Fernsehreihe)
- 2013: Tore tanzt
- 2015: Tatort: Die letzte Wiesn
- 2015: Tatort: Verbrannt
- 2015: Peacock (Kurzfilm)
- 2015: Spreewaldkrimi – Die Sturmnacht (Fernsehreihe)
- 2016: Lou Andreas-Salomé
- 2017: Axolotl Overkill
- 2017: Alarm für Cobra 11 – Die Autobahnpolizei – Geister der Vergangenheit
- 2017: Kommissar Dupin - Bretonische Flut
- 2017: Tödliche Geheimnisse – Jagd in Kapstadt
- 2017: Blind & Hässlich
- seit 2017: Babylon Berlin (Fernsehserie)
- 2018: Notruf Hafenkante – Rattenburg
- 2018: Das Boot (Fernsehserie)
- 2019: Mein Ende. Dein Anfang.
- 2019: Die neue Zeit (Fernsehserie)
- 2021: All You Need (Fernsehserie)
- 2021: Polizeiruf 110: Hermann
- 2021: Die Pfefferkörner (Fernsehserie; Folge: Der Schutzengel)
- 2022–2024: Kleo (Fernsehserie)
- 2022: SOKO Leipzig (Fernsehserie; Folge: Gegen die Zeit)
- 2023: Bonn – Alte Freunde, neue Feinde (Fernsehserie)
- 2023: Tod den Lebenden (Miniserie)
- 2024: Tatort: Dein Verlust

## Auszeichnungen
- 2011: Studio Hamburg Nachwuchsstipendium
- 2013: Deutscher Regiepreis Metropolis als bester Schauspieler für Tore tanzt[5]
- 2013: Molodist International Filmfestival: Best Cast für Tore tanzt
- 2014: Deutscher Schauspielerpreis als bester Nachwuchsschauspieler für Tore tanzt
- 2016: German Independence Award beim Filmfest Oldenburg: Bestes Ensemble (Blind & Hässlich)